# Wojewódzka i Miejska Biblioteka Publiczna im. Josepha Conrada-Korzeniowskiego w Gdańsku

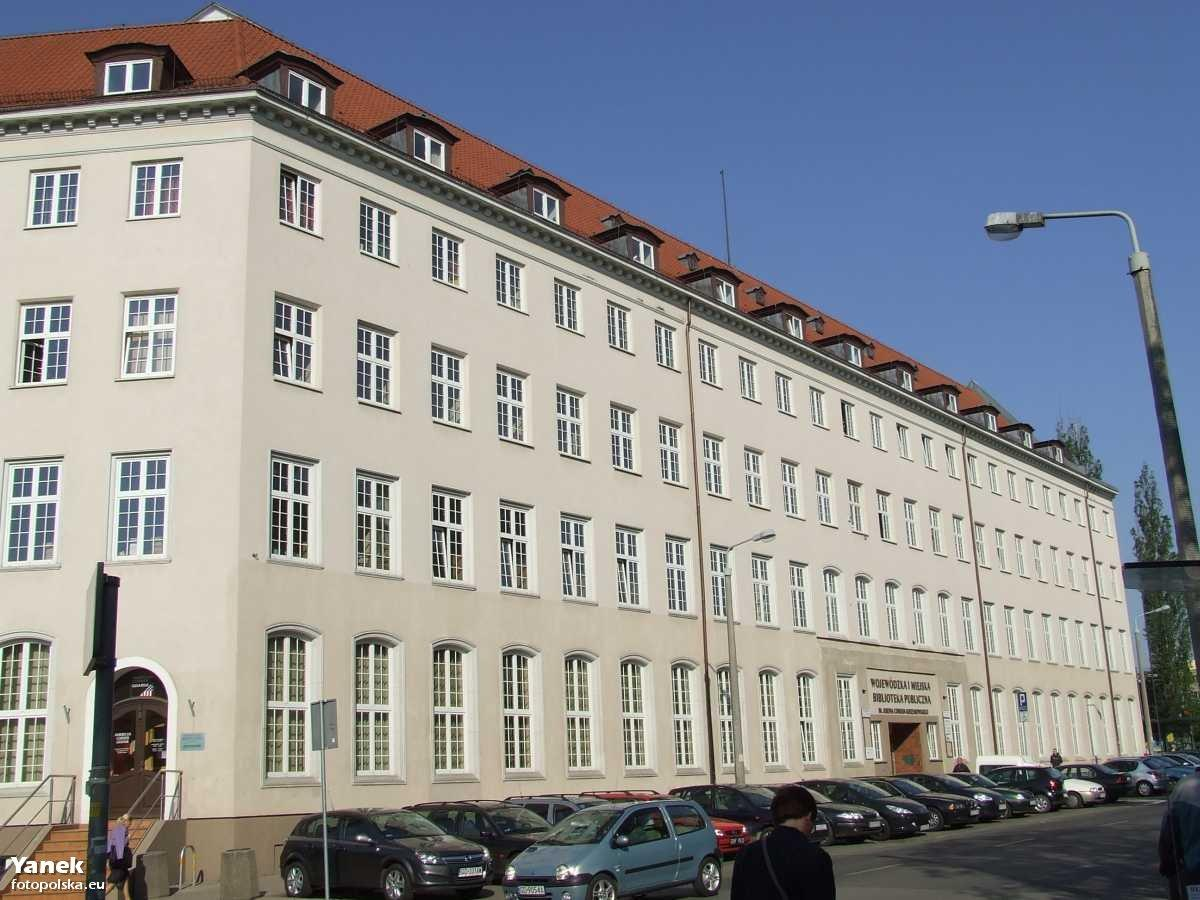
Wojewódzka i Miejska Biblioteka Publiczna im. Josepha Conrada-Korzeniowskiego w Gdańsku

Wojewódzka i Miejska Biblioteka Publiczna im. Josepha Conrada-Korzeniowskiego w Gdańsku - główna, publiczna biblioteka województwa pomorskiego. Stanowi największą instytucję kultury w Gdańsku. Finansowana jest przez dwa samorządy lokalne: samorząd województwa pomorskiego oraz miasto Gdańsk. Siedziba biblioteki znajduje się w budynku przy Targu Rakowym 5/6 w Gdańsku. 

## Historia
Początki biblioteki sięgają kwietnia 1945 roku, kiedy do Gdańska powrócił przedwojenny Sekretarz Generalny Towarzystwa Przyjaciół Nauki i Sztuki w Wolnym Mieście Gdańsku, Marian Pelczar. Działacz polonijny otrzymał z rąk ówczesnego Prezydenta Miasta Gdańsk, Franciszka Kotus-Jankowskiego, nominację na dyrektora Biblioteki Miejskiej. Najważniejszym zadaniem Pelczara było poszukiwanie wywiezionej przez hitlerowców części zbiorów bibliotecznych oraz ich stopniowa rewindykacja, a także zabezpieczenie księgozbioru w budynku przy ul. Wałowej. W maju 1945 roku Kuratorium Okręgu Szkolnego w Gdańsku powołało Wojewódzką Komisję Opieki nad Książką. 
Pierwszą wypożyczalnię publiczną na terenie Gdańska otwarto z inicjatywy Marty Schweiger 22 lipca 1945 roku przy ulicy Grottgera 12 w Oliwie. Jej księgozbiór stanowiło 2500 woluminów ocalałych z biblioteki dawnego Gimnazjum Polskiego. Jesienią przeniesiono ją do budynku przy ulicy Orkana 9. W tym samym czasie zorganizowano drugą wypożyczalnię przy ulicy Wałowej 9. Kolejne dwie placówki powstały 22 lutego 1948 roku na Oruni i we Wrzeszczu. 
Do akcji wyposażania bibliotek - pod hasłem: "Biblioteka szkołą nowego człowieka" - włączyło się społeczeństwo. Podczas Święta Oświaty w dniach 1-3 maja 1946 roku w województwie gdańskim zebrano w zbiórkach 1 400 000 złotych oraz 2614 książek. Pierwszą w Gdańsku wypożyczalnię dla dzieci w wieku od 8 do 14 lat, uruchomiono w 1949 roku w Domu Kultury przy ulicy Wolności 48 w Nowym Porcie. Jej księgozbiór liczył około 1000 woluminów.
W latach 1948–1949 Biblioteka Miejska w Gdańsku składała się z dwóch części: Działu Naukowego i Działu Oświatowego. W 1955 roku nastąpiła restrukturyzacja gdańskiego bibliotekarstwa. Dział Oświatowy stał się podstawą do utworzenia  Wojewódzkiej i Miejskiej Biblioteki Publicznej z siedzibą przy ulicy Uphagena we Wrzeszczu. Wcześniej funkcję Wojewódzkiej Biblioteki Publicznej pełniła obecna Miejska Biblioteka Publiczna w Gdyni. Z Działu Naukowego Biblioteki Miejskiej wyodrębniła się Biblioteka Gdańska Polskiej Akademii Nauk.
W 1975 roku wojewoda gdański nadał instytucji nazwę Wojewódzka Biblioteka Publiczna oraz wprowadził nowy statut. 19 listopada 1994 roku instytucja otrzymała imię Josepha Conrada-Korzeniowskiego. 24 listopada 2003 roku uchwałą Sejmiku Województwa Pomorskiego nastąpiła powtórna zmiana nazwy biblioteki na Wojewódzką i Miejską Bibliotekę Publiczną. 22 czerwca 2006 roku powstała Pracownia Komiksowa przy ulicy Paderewskiego 11, pierwsza tego typu placówka w Polsce, którą przejęła powołana w marcu 2012 roku filia pod nazwą Biblioteka Manhattan z siedzibą w centrum handlowym Manhattan we Wrzeszczu (al. Grunwaldzka 82). 
W maju 2008 roku otwarto Filię Gdańską przy ulicy Mariackiej 42, w której gromadzone są publikacje o Gdańsku i regionie pomorskim, w tym dorobek literacki gdańszczan. Od stycznia 2019 roku dyrektorem WiMBP w Gdańsku jest Jarosław Zalesiński. Wcześniej funkcję tę pełnili: Bożena Orczykowska (pełniąca obowiązki dyrektora), Paweł Braun, Iwona Koperkiewicz, Maciej Kraiński, Aleksander Żubrys, Czesława Scheffs, Bożena Nagel, Maria Sieradzan, Wacław Szczepkowski, Jerzy Kiedrowski, Tadeusz Muskat, Stefan Marcinkowski, Halina Czachorowska (pełniąca obowiązki dyrektora), Anna Wierzbicka. 

## Działalność
Do głównych zadań Wojewódzkiej i Miejskiej Biblioteki Publicznej w Gdańsku należy gromadzenie, opracowywanie i udostępnianie zbiorów. Ponadto instytucja  sprawuje nadzór merytoryczny nad siecią samorządowych bibliotek publicznych w województwie pomorskim. Biblioteka prowadzi również  działalność edukacyjną, kulturalną, a także wydawniczą. W WiMBP funkcjonuje Dział Promocji, Marketingu i Public Relations, Dział Instrukcyjno-Szkoleniowy, Dział Regionalny specjalizujący się w opracowywaniu Bibliografii Pomorza Gdańskiego i Środkowego oraz Bibliografii Kaszub, powołana we współpracy z ambasadą  Stanów Zjednoczonych w Warszawie jednostka międzynarodowej sieci placówek informacyjno-bibliotecznych American Corner, Gabinet Szanghajski promujący wiedzę o Chinach. 
Wraz z Miejską Biblioteką Publiczną im. Marii Dąbrowskiej w Słupsku Wojewódzka i Miejska Biblioteka Publiczna współprowadzi Bałtycką Bibliotekę Cyfrową, w której udostępniane są digitalizowane zbiory o tematyce pomorskiej: książki, czasopisma, materiały ikonograficzne i kartograficzne oraz dokumenty życia społecznego. Organizacja instytucji przystosowana jest do potrzeb osób z niepełnosprawnością. W budynku przy ulicy Czerwony Dwór 21 funkcjonuje filia pod nazwą Biblioteka bez Barier.
27 grudnia 2021 uruchomiono cztery książkomaty, umożliwiające całodobowy odbiór i zwrot książek. Stanęły one przy filiach: Biblioteka Kokoszki, Biblioteka Chełm, Biblioteka Żabianka i Biblioteka Morenowa.

## Zbiory
Wśród zbiorów bibliotecznych dominują książki wydane po 1945 roku. Biblioteka Manhattan posiada największą w Polsce kolekcję komiksów, która przekracza 12 000 woluminów. Poza publikacjami książkowymi gromadzone są zbiory specjalne: m.in. książki mówione w formie kaset magnetofonowych i płyt kompaktowych przeznaczone dla osób z niepełnosprawnością wzrokową, obejmujące zarówno literaturę piękną, jak i wydawnictwa popularnonaukowe. Rejestrowane są nagrania muzyczne na płytach winylowych, a także filmy. Biblioteka Manhattan wyposażona jest dodatkowo w konsole do gier oraz instrumenty muzyczne: gitarę, perkusję i pianino elektroniczne. 

## Filie
- American Corner Gdańsk
- Biblioteka Babie Lato
- Biblioteka bez Barier
- Biblioteka Brzeźno
- Biblioteka Chełm
- Biblioteka Główna
- Biblioteka Kokoszki
- Biblioteka Kolonia
- Biblioteka Lawendowa
- Biblioteka Manhattan
- Biblioteka Morenowa
- Biblioteka na Fali
- Biblioteka na Grobli
- Biblioteka na Stogach
- Biblioteka na Strzyży
- Biblioteka na Wyspie
- Biblioteka Niedźwiednik
- Biblioteka Oliwska
- Biblioteka Pilotów
- Biblioteka pod Kotem i Myszą
- Biblioteka pod Żółwiem
- Biblioteka Portowa
- Biblioteka Przeróbka
- Biblioteka przy Rynku
- Biblioteka Ratuszowa
- Biblioteka Suchanino
- Biblioteka Żabianka
- Filia Gdańska
- Filia Naukowa
- Gabinet Szanghajski
- Pracownia Regionalna[30]

## Znane osoby zatrudnione w Wojewódzkiej i Miejskiej Bibliotece Publicznej
- Aleksander Hall
- Selim Chazbijewicz
- Krystyna Chwin
- Aleksander Jurewicz
- Zbigniew Jankowski (poeta)
- Tadeusz Gleinert
- Stanisław Gostkowski (poeta)
- Katarzyna Korczak
- Barbara Madajczyk-Krasowska[31]
- Jarosław Zalesiński

## Działalność wydawnicza

### I. Wydawnictwa zwarte
- Bibliografia Pomorza Gdańskiego za rok 1973 / oprac. Maria Kucharska, Marta Pośpiech, Krystyna Redmann (1977)
- Bibliografia Pomorza Gdańskiego za rok 1974 / oprac. Maria Mroczkiewicz, Marta Pośpiech, Krystyna Redmann (1978)
- Bibliografia Pomorza Gdańskiego za rok 1975 / oprac. Maria Mroczkiewicz, Marta Pośpiech, Krystyna Redmann (1986)
- Bibliografia Pomorza Gdańskiego za lata 1976–1977 / oprac. Marta Pośpiech (1990)
- Bibliografia Pomorza Gdańskiego za lata 1976–1977 / oprac. Ewa Bomerska, Henryk J. Jabłoński, Bożena Serej (1996)
- Bibliografia Pomorza Gdańskiego za rok 1996 / oprac. Marta Pośpiech (2002)
- Dorobek twórczy pisarzy Wybrzeża Gdańskiego 1945–1980 / oprac. Jolanta Chilla, Teresa Radziszewska, Anna Woźniak (1981)
- Literatura piękna w języku kaszubskim od 1944 roku : bibliografia wydawnictw zwartych / oprac. Jacek Grzybowski (1992)
- Gdańsk w literaturze pięknej : w zbiorach WBPG / oprac. Jacek Grzybowski (1997)
- Grzybowski Jacek. Kazimierz Nowosielski : bibliografia 1970–2001 (2001, wyd. uzup. 2018)
- Günter Grass : bibliografia polska za lata 1958–2000 / oprac. Jacek Grzybowski, Maria Mroczkiewicz, Leszek Rybicki (2000). Kontynuacja na stronie WiMBPG / oprac. Andrzej Fac.
- Andrzej Perepeczko. Bibliografia / oprac. Leszek Rybicki (2015)
- W Bibliotecznym Ośrodku Informacji WiMBP pod kierunkiem Leszka Rybickiego powstała koncepcja wielotomowej adnotowanej, ilustrowanej bibliografii „Gdańsk w literaturze : bibliografia od roku 997 do dzisiaj”. Opracowano t. 5, 1945–1979 (2007), t. 6, 1980–1989 (2010).
- „Słownik Pisarzy Pomorza Gdańskiego” – baza internetowa na stronie WiMBPG.
- Bibliografia Pomorza Gdańskiego czasów Solidarności : 1980–1981 (2010)
- Bibliografia Kaszub : artykuły z czasopism / oprac. Agnieszka Chełchowska [i in.]. T. 1, 1945–1956 (2012; T. 2, 1957–1970 (2015)

W ramach serii ukazują się monografie bibliograficzne pisarzy pomorskich, każdy tom zawiera także szkice o życiu i twórczości pisarza. Dotychczas opublikowano:
- Bedyński Tomasz. Lech Bądkowski – znany i nieznany : monografia bibliograficzna za lata 1941–2009 (2010)
- Lucyna Legut : pisarka aktorka malarka : bibliografia oraz trzy szkice o twórczości / oprac. Małgorzata Smyl, Leszek Rybicki (2012)
- Róża Ostrowska : bibliografia oraz trzy szkice o życiu twórczości / oprac. Andrzej Fac (2014)
- Materiały z sesji poświęconej 70 rocznicy odzyskania niepodległości (1991)
- Dlaczego Conrad? (1994), publikacja wydana z okazji nadania Wojewódzkiej Bibliotece Publicznej w Gdańsku imienia Josepha Conrada-Korzeniowskiego
- Wasielewski Gwidon. 28 wierszy gdańskich (1998)
- Dzianisz Paweł. Wokół Conrada (2008)
- Gołaszewski Zenon. Baśnie z grodu Neptuna (2010)
- Flisikowska Anna. Gdańsk literacki : od kontrolowanego do wolnego słowa (2011, współwydawca: Wydaw. Mestwin)
- Karpiuk Janusz, Półtorak Agata (il.). Bajki Ezopa na nowo opowiedziane (2012)
- Jentys-Borelowska Maria. Ogrody zamyśleń marzeń i symboli : rzecz o Janie Drzeżdżonie (2014, współwydawca: Fundacja Światło Literatury)
- Pomorze wczoraj, Pomorze dzisiaj : fotografie z lat 1945–2015 / wybór fot. Janusz Górski; wybór cytatów Andrzej Fac, Janusz Górski, Piotr Sitkiewicz (2015, współwydawca: Oficyna Gdańska)
- Teatr… jest całym moim życiem : opowieść o Ryszardzie Majorze / spisała Marzena Nieczuja-Urbańska (2015)
- Andrzej K. Waśkiewicz we wspomnieniach / zebrała i opracowała Anna Sobecka (2017)
- Perycz-Szczepańska Aleksandra. Wierszoterapia (2017)
- Żeromski Stefan. Wiatr od morza / il Janusz Akermann [i in.] (2018, współwydawca: Muzeum Narodowe)
- Gdański styczeń / red. prowadzący Iwona Joć-Adamkowicz (2019)
- Obracht-Prondzyński Cezary, Korda Krzysztof. Powrót Pomorza w granice Rzeczypospolitej, w setną rocznicę 1920–2020 (2019, współwydawca: Instytut Kaszubski)
- Kosmulska Sławina. (Nie)znane życie figuranta Lecha Bądkowskiego (2020, współwydawca: Muzeum Piśmiennictwa i Muzyki Kaszubsko-Pomorskiej w Wejherowie)
- Jasiński Maciej, Trystuła Krzysztof. Uczeń Heweliusza (2011, 2014)
- Godlewski Łukasza, Jasiński Maciej. Niesamowite opowieści Josepha Conrada (2015)
- Szulc Piotr, Babczyński Jakub. Olimpia z Gdańska (2015)
- Pawlak Łukasz [scenariusz i rysunki]. Hans Memling malarz tego drugiego renesansu (2017)
- Stasiak Robert, Kotecki Piotr. Piłsudski : cztery oblicza niepodległości (2018)

### II. Czasopisma
- Bibliotekarz Gdański 1973–1976
- Bibliotekarz Gdański i Elbląski 1977–1981
- Con-teksty 1997–2011, pismo poświęcone Josephowi Conradowi; wersja ang. pt. Con-texts